# 苏州街站
苏州街站是一个位于中国北京市海淀区海淀街道海淀南路、苏州街交叉口，属于北京地铁10号线和16号线的地铁换乘站，因临近“苏州街”而得名。
10号线部分于2008年7月19日投入使用，16号线部分于2023年12月30日跟随16号线剩余段同步正式开通。

## 位置
苏州街站位于北京市海淀区，海淀南路与苏州街十字交叉路口，临近中关村西区。沿海淀南路的10号线与沿苏州街的16号线在苏州街站交汇。

## 结构
10号线苏州街站为地下二层车站，车站地处道路路口为绕开路面以下各类既有管线，采用分离式站厅、侧式站台设计，为两端二层，中间单层，单柱双跨结构，全长195米。采用浅埋暗挖法施工。16号线苏州街站同样采用分离式站厅设计，站厅层设有4组换乘通道，位于既有10号线站台下方一层，站台层下穿既有10号线 (实际位于地下四层) 。16号线月台南端设有一条存车线。
10号线两座站台中部各设有一台通往16号线车站的垂直电梯，这两组直梯同时作为连接16号线站厅层与站台层的无障碍直梯。
| 側式 · 開右邊车门 |  |                          |
|                   |  | █ 10号线外环（巴沟）     |
|                   |  | █ 10号线内环（海淀黄庄） |
| 側式 · 開右邊车门 |  |                          |

|                   |  | █ 16号线往北安河（万泉河桥） |
| 島式 · 開左邊车门 |  |                              |
|                   |  | █ 16号线往宛平城（苏州桥）   |

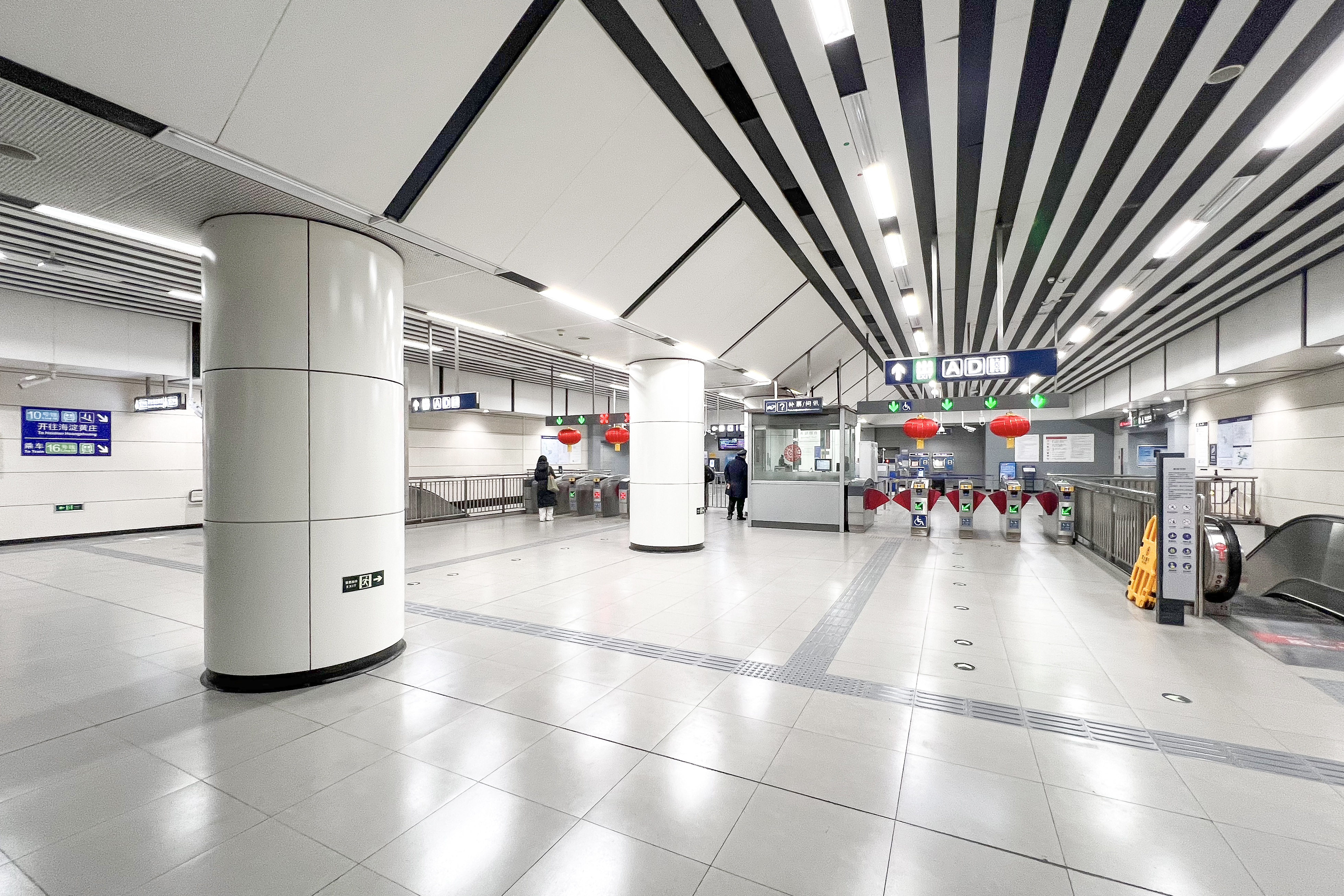
10号线西站厅
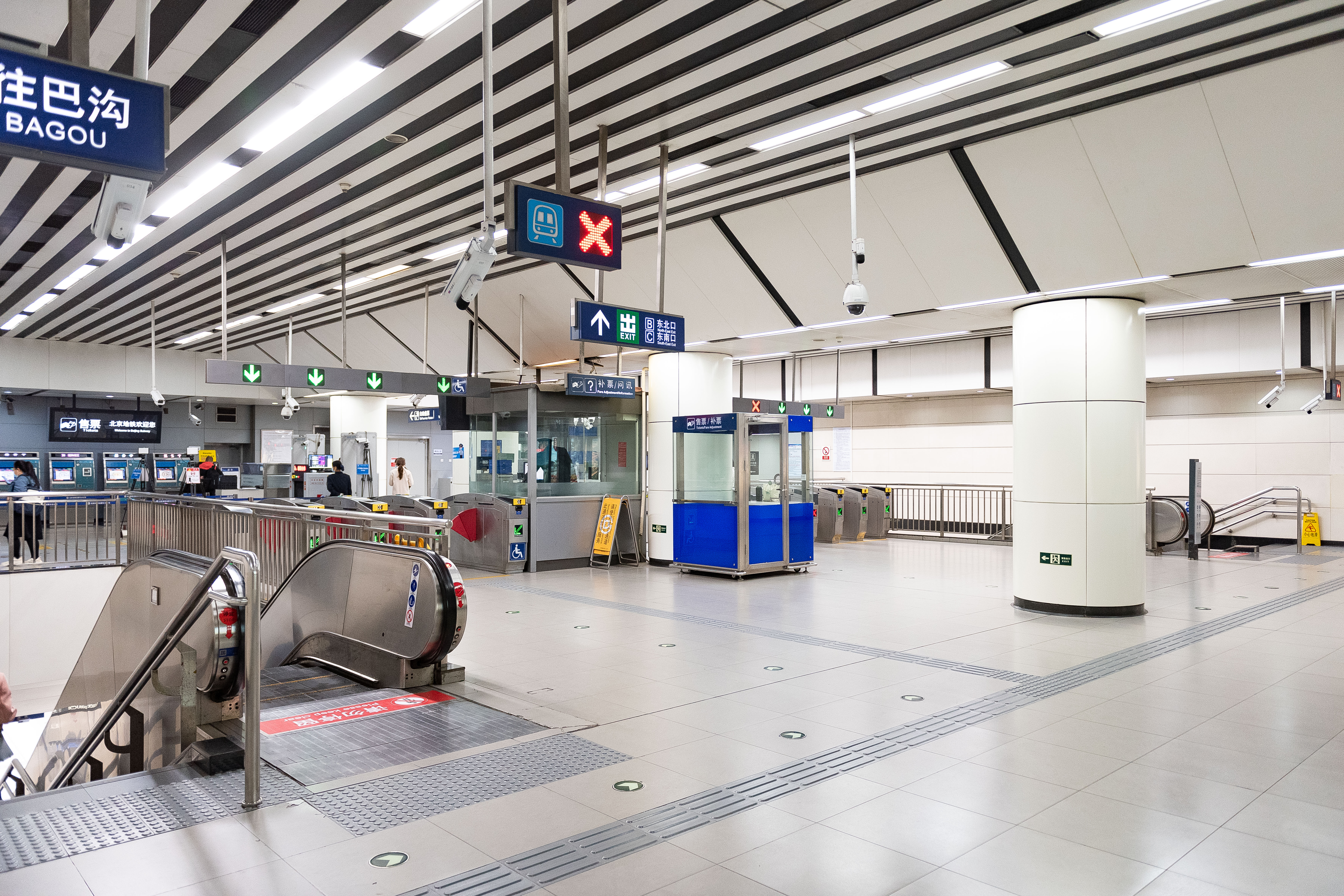
10号线东站厅
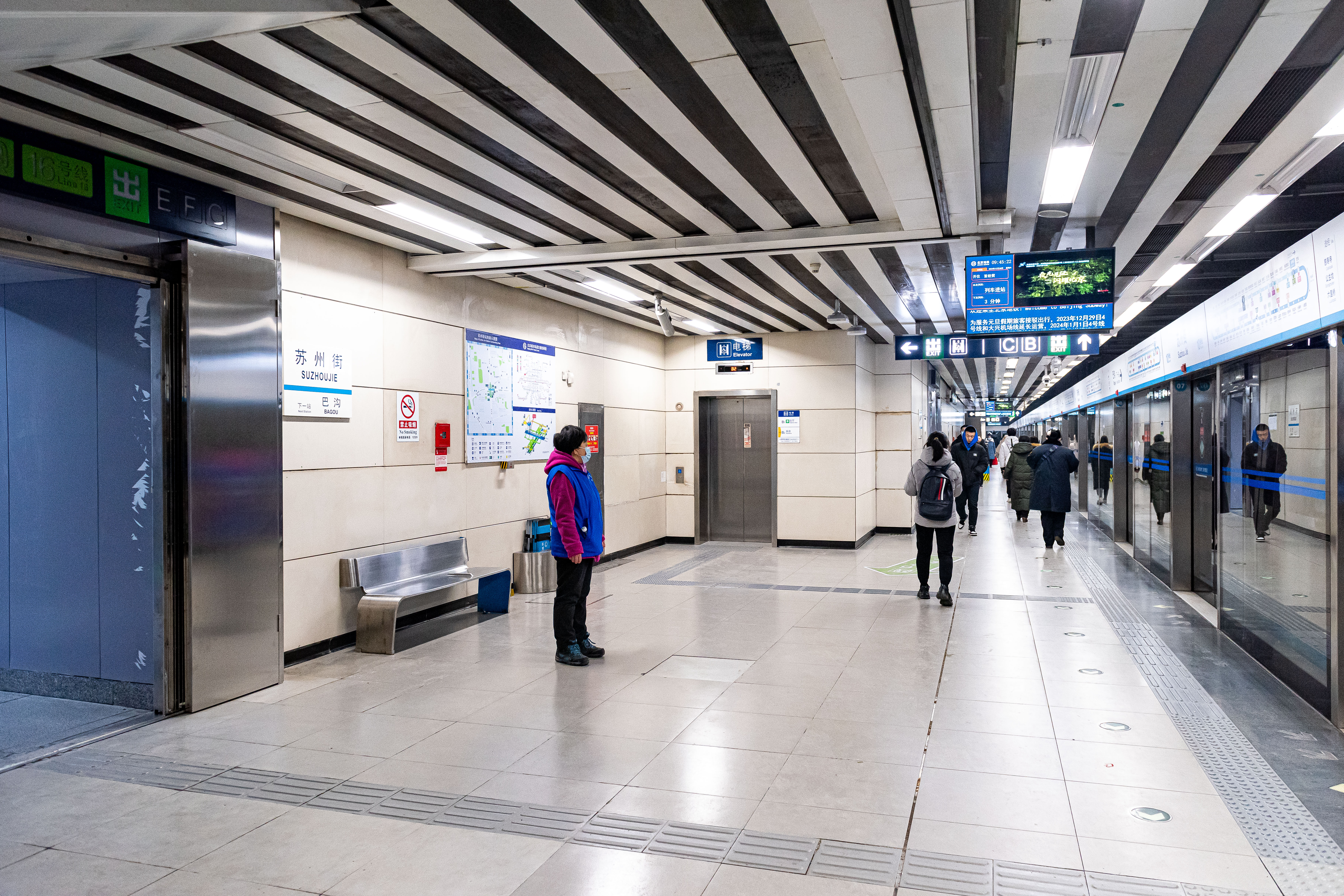
10号线外环站台
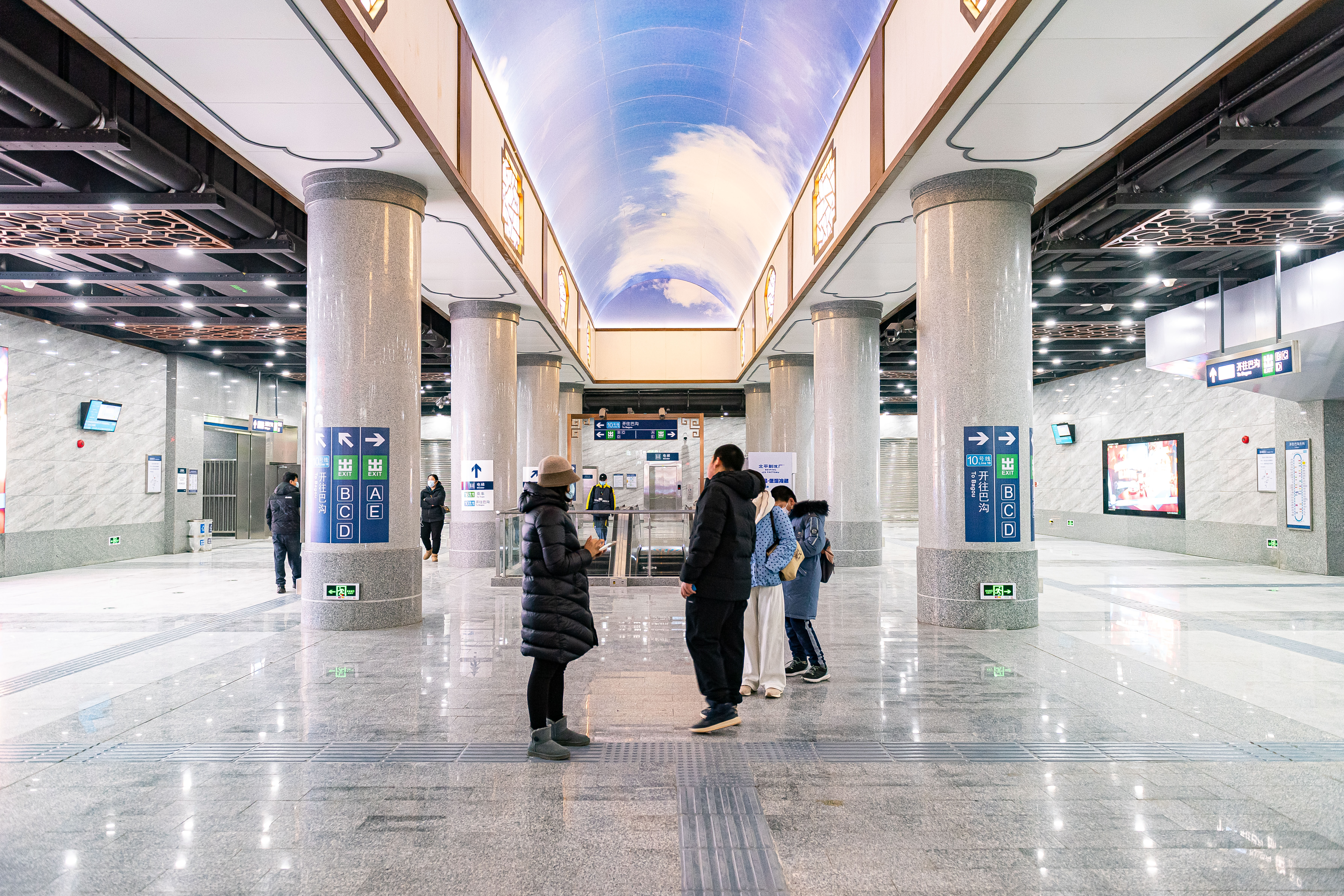
16号线北站厅
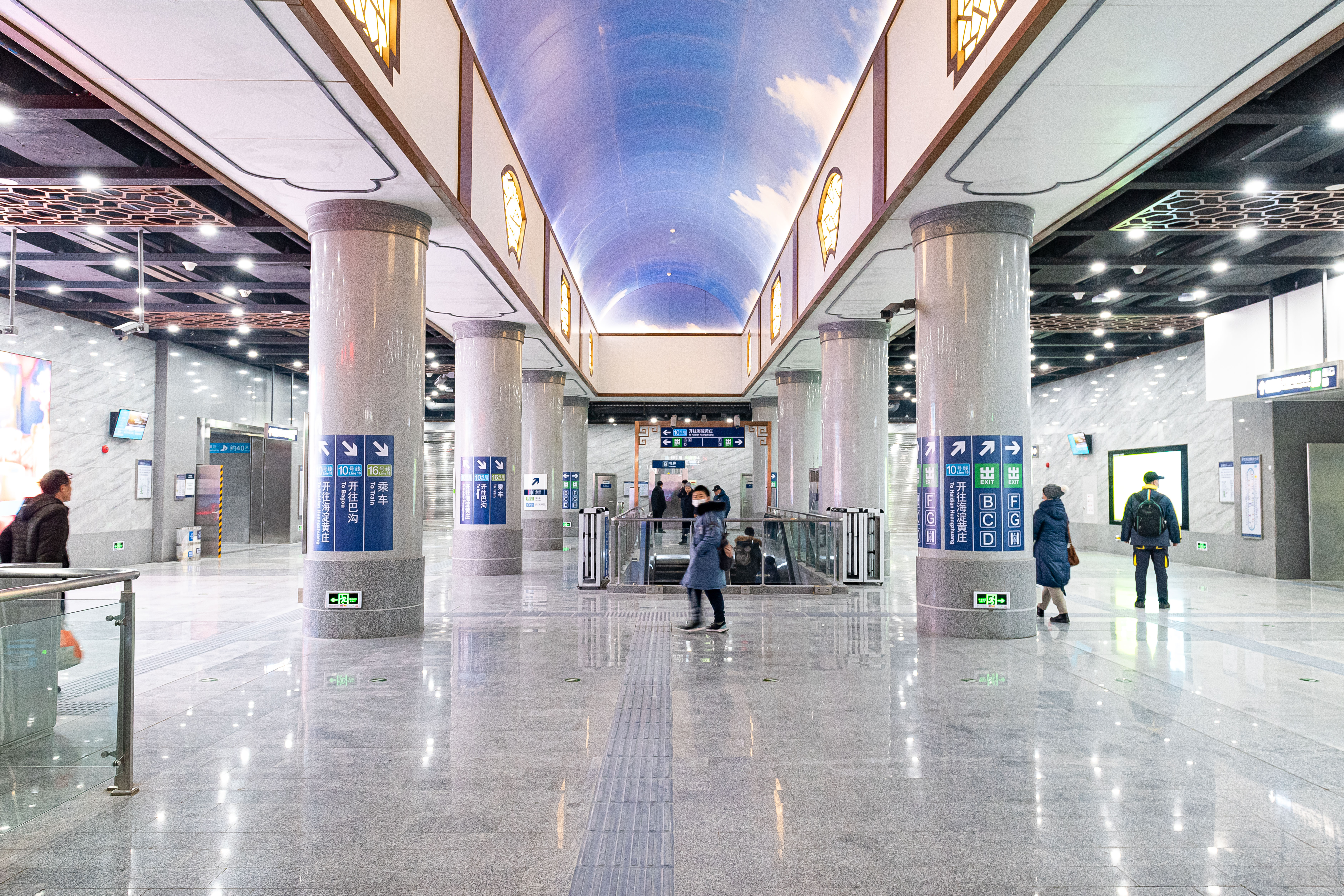
16号线南站厅
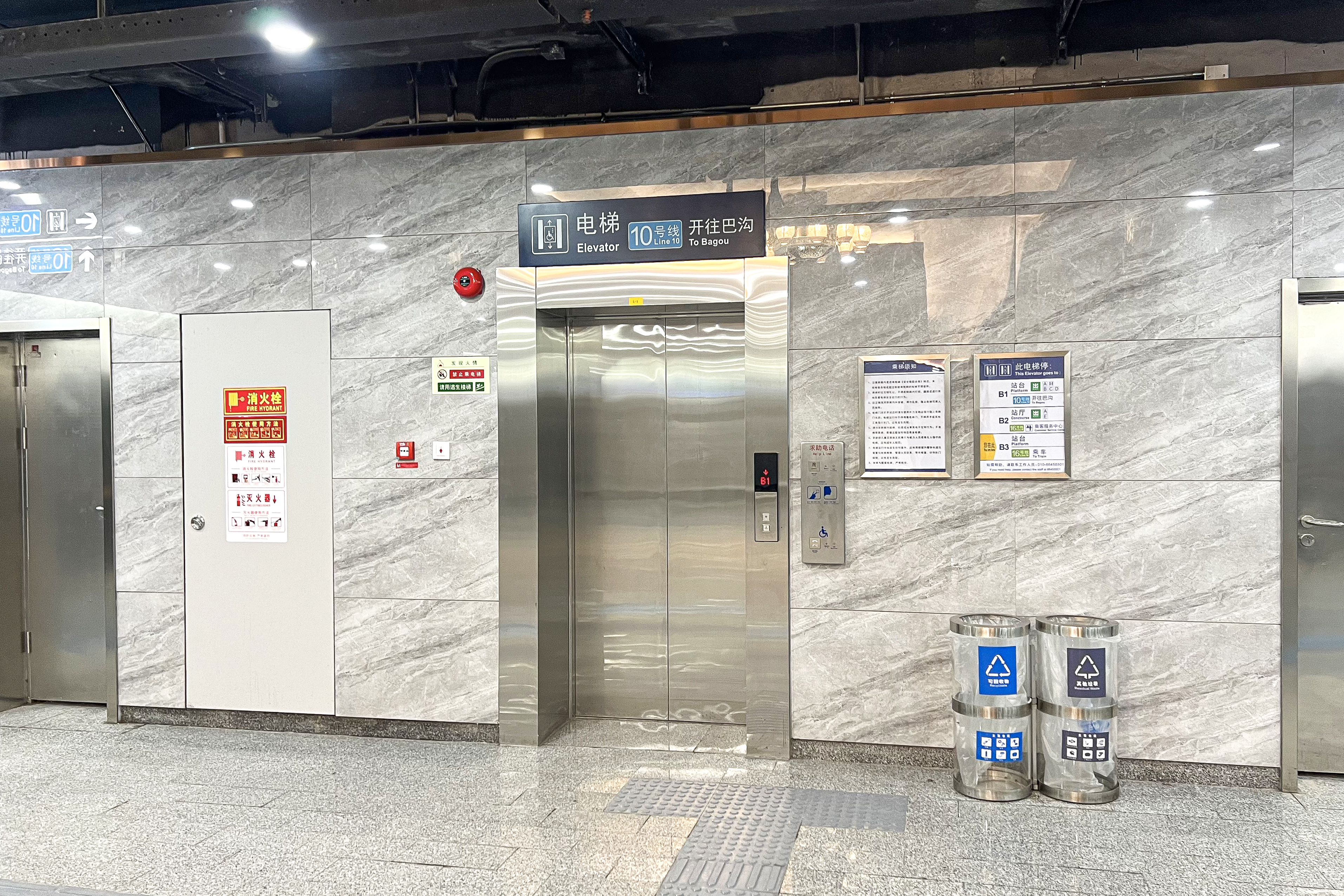
16号线站台至10号线外环方向站台的直梯
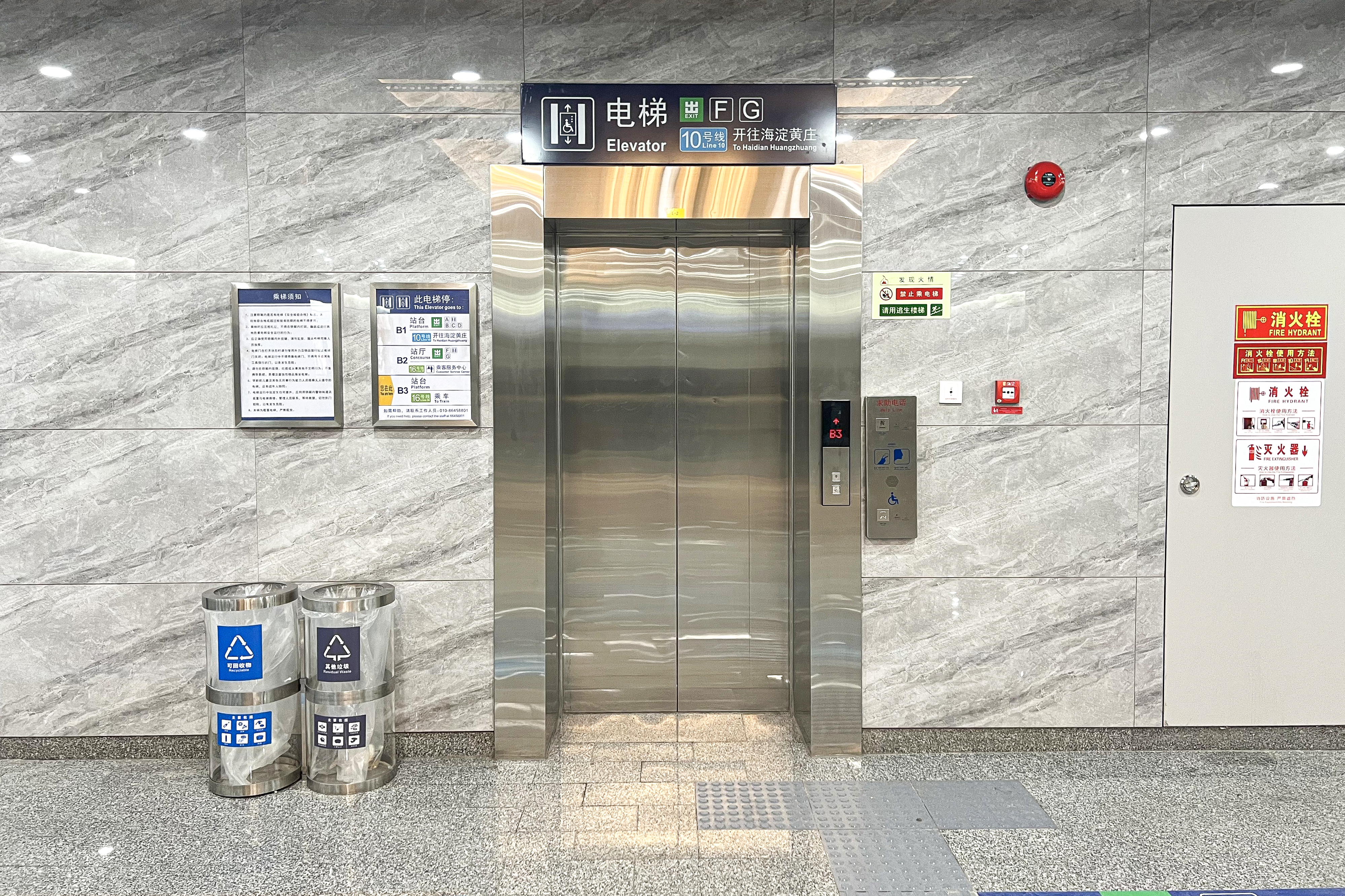
16号线站台至10号线内环方向站台的直梯

## 出入口
10号线车站拥有4个出入口，分别位于海淀南路与苏州街交叉的十字路口四角：西北 (A) 口、东北 (B) 口、东南 (C) 口、西南 (D) 口。西北出入口通道设残障电梯。随16号线建设的另有3个出入口，分别为海淀南路北侧的E口、海淀南路南侧的F口、苏州街西侧的G口，以及苏州街东侧（既有C口南侧）的F口直梯。F口亦有通道连接10号线东站厅（C口通道）。
A口直梯只通往10号线站厅层，由此直梯进站的乘客进入16号线车站时需从10号线西站厅付费区直梯下行至10号线站台，再从10号线站台中部的直梯下行至16号线车站，为此本站特别张贴了相关导引。F口直梯则通往16号线南站厅。
|                       |                  |                                                                                  |      |                    |
|                       |                  |                                                                                  |      |                    |
| 編號                  | 指示             | 建議前往的目的地                                                                 | 图片 | 无障碍设施图片     |
| 连通 10号线站厅       |                  |                                                                                  |      |                    |
| 出口 · A · 升降机标志 | 海淀南路（北侧） | 北京市八一学校                                                                   |      | 只通往10号线站厅层 |
| 出口 · B              | 海淀南路（北侧） | 海淀中街、中关村知识产权大厦、银丰大厦                                           |      | 不適用             |
| 出口 · C              | 苏州街（东侧）   | 人民大学北路、倒座庙、大行基业大厦                                               |      | 不適用             |
| 出口 · D              | 苏州街（西侧）   | 万泉河路、北京技术交流促进中心、海淀区妇幼保健院（东南区）                       |      | 不適用             |
| 连通 16号线站厅       |                  |                                                                                  |      |                    |
| 出口 · E              | 海淀南路（北侧） | 北京市八一学校（小学部）、北京市信息管理学校（中关村校区）、中关村ART PARK大融城 |      | 不適用             |
| 出口 · F · 升降机标志 | 海淀南路（南侧） |                                                                                  |      | 只通往16号线站厅层 |
| 出口 · G              | 苏州街（西侧）   | 海淀区妇幼保健院（东南区）                                                       |      | 不適用             |
| 註： 設有             |                  |                                                                                  |      |                    |

## 客流量
类似于海淀黄庄站，本站同样是接驳中关村的重要车站，因此本站有相当高的客流量。

## 历史
2007年3月28日，10号线在建苏州街车站施工工地东南出入口的隧道发生坍塌事故，6名工人被埋。
2019年5月13日，16号线苏州街站主体结构完工。但是由于车站东南象限的设施用房需要与周边建筑进行一体化建设，拆迁工作及工程条件极为复杂，工程难度极高，因此并未跟随和16号线中段在2020年12月31日一同开通。
2023年11月17日 (或者更早) ，16号线苏州街站站台屏蔽门外的挡板被撤去。同年12月18日，京港地铁发布的新闻稿显示16号线苏州街站将随该线剩余段一同开通，16号线包括苏州街站的全线首末车时间表则于2023年12月25日公布。16号线苏州街站最终于2023年12月30日开通运营。